# E-formulier (digitale voorziening)
Organisaties en overheidsinstellingen maken gebruik van een grote hoeveelheid aan formulieren. Zo is er in de overheidsmarkt sprake van zo’n 300 verschillende formulieren voor burgers en bedrijven. Daarnaast maken bedrijven ook veelvuldig gebruik van interne formulieren. In de praktijk worden de formulieren door verschillende organisatie onderdelen gecreëerd en onderhouden. Dit heeft als gevolg dat formulieren niet eenduidig zijn, vaak onduidelijk en overbodige informatie bevatten. Daarnaast vergt het beheer van de formulieren een hoop tijd en geld. Dit kan grotendeels worden voorkomen door formulieren te digitaliseren; dan worden het zogenaamde e-formulieren. Dit gebeurt met specialistische tools, die ondersteunen in het ontwerpen en realiseren van e-formulieren.

## Definitie e-formulier
Een e-formulier is een (vaak ‘intelligent’) digitaal formulier, dat ingezet kan worden bij onder andere aanvraag-, uitvraag- en adviesprocessen.
Veelal zijn e-formulieren gebaseerd op de XML gegevensstandaard. Ook bieden ze vaak invoervalidatie en koppelingen met andere platformen, zoals DigiD, Ogone en Backoffice systemen. E-formulieren zijn online, via een webbrowser te benaderen. Gemeenten bieden de e-formulieren in de meeste gevallen aan met behulp van een digitaal loket. Het digitaal loket geeft overzichtelijk alle beschikbare e-formulieren voor de burger weer.

## Mogelijkheden van e-formulieren
E-formulieren maken het mogelijk om eenvoudige of complexe uitvraagprocessen gestructureerd bij de respondent uit te vragen. Bij eenvoudige uitvraagprocessen kan er gedacht worden aan een eenvoudig e-formulier dat bestaat uit een beperkt aantal stappen. Een voorbeeld van een relatief eenvoudig uitvraagproces is het uittreksel GBA aanvragen. Bij complexe uitvraagprocessen wordt gebruikgemaakt van meerdere formulieren waarbij routeren (het schakelen tussen elementen) zowel op formulierniveau, als tussen formulieren kan plaatsvinden. In dat laatste geval betreft het routering op zogeheten scenarioniveau. Een voorbeeld van een complex uitvraagproces is het Horecaformulier waarmee diverse vergunningen middels één e-formulier (dus één samengesteld scenario) aangevraagd kunnen worden. Hierbij is het mogelijk om complete formulieren op basis van de input van de gebruiker over te slaan of te tonen en delen voor in te vullen op basis van de gemeentelijke basisadministratie en backoffice systemen.
Binnen e-formulieren zijn er validatiemogelijkheden die de kwaliteit van een aanvraag ten goede komen. Door het toepassen van validatie wordt foutieve invoer grotendeels uitgesloten. Denk aan het toepassen van een telefoonnummervalidatie die controleert of iemand een geldig telefoonnummer invult of een validatie op het BSN formaat.
Koppelingen met modules maken de mogelijkheden van e-formulieren nog uitgebreider. Zo kan er een koppeling met DigiD gelegd worden om een gebruiker te identificeren en aan de hand van het BSN van een burger reeds beschikbare informatie (onder meer basisgegevens) voor in te vullen in het formulier. Dit is onder meer relevant in het kader van de wet op eenmalige gegevensuitvraag. Voorbeelden van voor in te vullen gegevens zijn de naam, het adres, de burgerlijke staat en de leeftijd van de gebruiker. Een koppeling met Ogone stelt de gebruiker in staat om direct een betaling te doen waardoor een aanvraag direct automatisch afgehandeld kan worden.

## Voordelen van e-formulieren
De voordelen van e-formulieren ten opzichte van hardcopy formulieren zijn divers. Een van de belangrijkste voordelen is de interactiviteit van de e-formulieren. De interactiviteit uit zich in het feit dat het e-formulier reageert op basis van de input van de respondent (zogenaamde vraag-antwoord interactie). Zo is het bijvoorbeeld mogelijk om met e-formulieren op basis van input van de respondent vragen over te slaan of velden te pre-fillen (voor in vullen) met informatie. Een concreet voorbeeld van vraag-antwoord interactie in een e-formulier is het doorgeven van een verhuizing waarbij de burger aangeeft dat hij of zij de enige is die verhuist waardoor vragen omtrent partner gegevens (of kinderen) kunnen worden overgeslagen. Door enkel relevante vragen te stellen en reeds bekende informatie optimaal te gebruiken wordt het voor de gebruiker een stuk aangenamer om een formulier in te vullen.
Een tweede belangrijk voordeel van e-formulieren is de tijdsbesparing die het gebruik van e-formulieren oplevert. De tijdsbesparing, en dus kostenbesparing, zit hem onder meer in het feit dat de doorlooptijd verkort wordt door bijvoorbeeld de uitgebreide validatie- en prefillmogelijkheden tijdens het invullen. Daarmee wordt voorkomen dat er een onvolledige en incorrecte invulling plaatsvindt. Digitale registratie betekent dat er ook geen verzending per post hoeft plaats te vinden en betekent ook dat er directe terugkoppeling naar de gebruiker mogelijk is.

## Voorbeelden van e-formulieren

### Overheid
Voorbeelden van binnen de overheid gebruikte e-formulieren zijn:
- Kapvergunning aanvragen
- Schade na ramp melden
- Horeca vergunning aanvragen
- Uittreksel Burgerlijke Stand aanvragen;
- Uittreksel GBA aanvragen;
- WABO aanvragen.
- Melding Openbare Ruimte

### Bedrijfsleven
Voorbeelden van e-formulieren binnen het bedrijfsleven zijn:
- Klachtenformulier;
- Schademelding;
- Meldingen algemeen;
- Adviesformulieren (beslisbomen).
- Aanvraagformulier
- Bestelformulier
- Bestelformulier